# Chrysler Town & Country
A Town & Country é uma minivan de porte médio-grande da Chrysler.